# أكواريوم عام

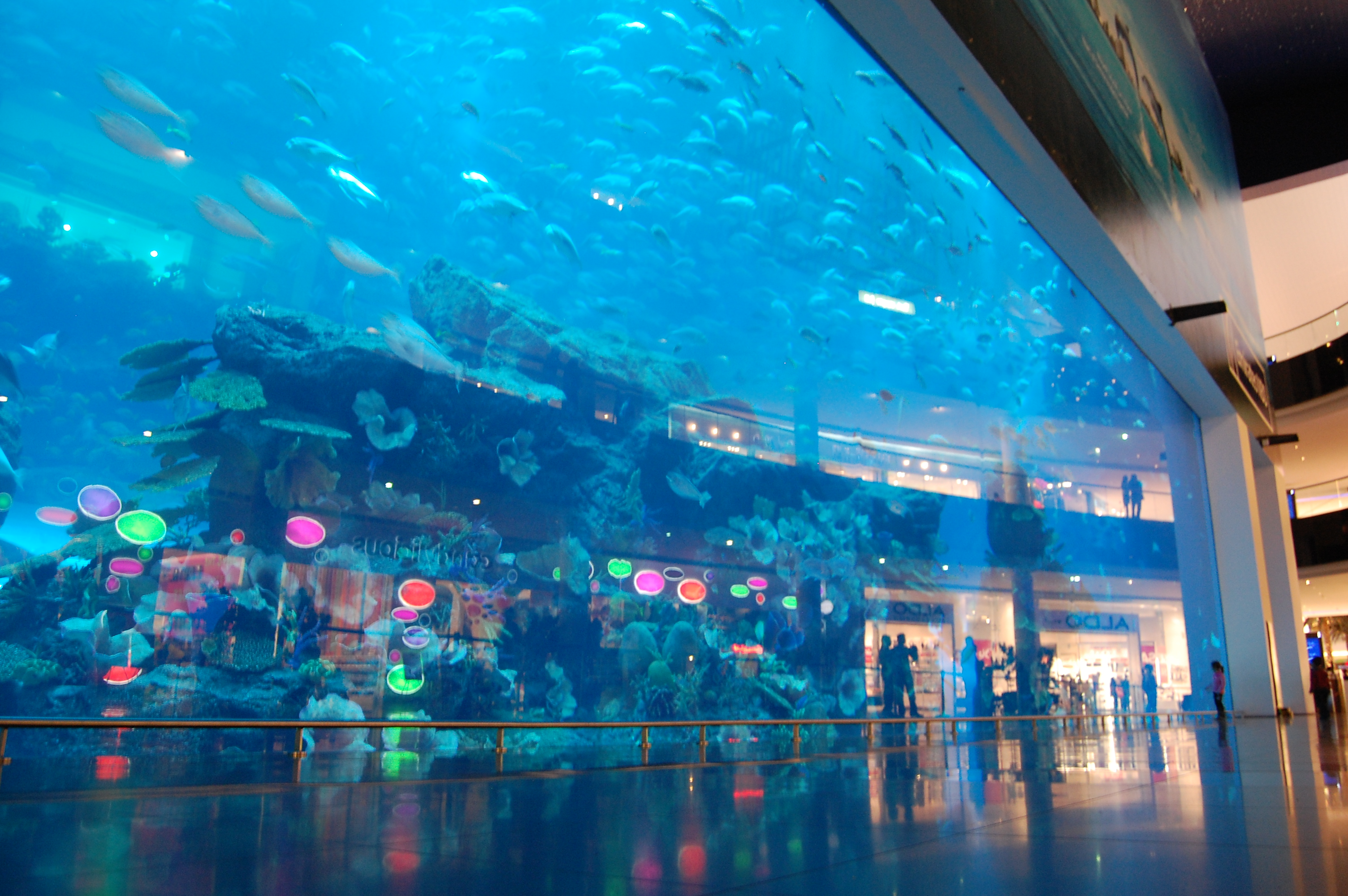
أكواريوم عام في دبي

الأكواريوم العام أو الحوض العام هو الجزء المائي الذي يكون في حديقة الحيوانات و الذي يحوي على أحواض زجاجية كبيرة تعرض مختلف حيوانات البحر مما يمكن الناس من مشاهدة حيوانات البحر الكبيرة أمام أعينهم مثل الحوت وسمك القرش والدولفين وبقية أنواع الأسماك.

## التاريخ
وفي سنة 1853 تم إنشاء أول أكواريوم عام في لندن وكان اسمه Fish House وفي سنة 1859 تم إنشاء أول أكواريوم عام في الولايات المتحدة عن طريق بي تي بارنوم في بوسطن وكان إسمه حدائق أكواريوم. في برلين أفتتحت أول أكواريوم فيها في حديقة حيوانات برلين.
وفي دبي يعد اكواريوم دبي موطنًا لآلاف الأحياء البحرية، التي تتكون نت ما يزيد عن 140 نوع من الأسماك؛ من بينها 300 نوع من أسماك القرش وراي تعيش في حوضٍ سعته 10 مليون لتر من الماء.